# Jesper Parnevik
Jesper Bo Parnevik, född 7 mars 1965 i Botkyrka, Stockholms län, är en svensk professionell golfspelare och TV-personlighet. Han är son till Bosse Parnevik och hans fru Gertie (född 1940). Han hade sina hittills största framgångar vintern/våren år 2000, då han vann två tävlingar på amerikanska PGA Tour och som bäst var rankad som nummer 7 i världen.
Han är gift med Mia Parnevik sedan 1994; de har tillsammans tre döttrar och en son. Mellan 2015 och 2018 medverkade han och familjen i realityserien Parneviks på TV3. De bodde tidigare i Jupiter, Florida. Äldsta dottern Peg Parnevik är sångerska. En annan dotter, Penny, är gift med ishockeyspelaren Douglas Murray.

## Meriter

### Segrar på European Tour
- 1993 Bell's Scottish Open
- 1995 Volvo Scandinavian Masters
- 1996 Trophée Lancôme
- 1998 Volvo Scandinavian Masters

### Segrar på PGA TOUR
- 1998 Phoenix Open
- 1999 Greater Greensboro Chrysler Classic
- 2000 Bob Hope Chrysler Classic, GTE Byron Nelson Classic
- 2001 Honda Classic